# Opera Krakowska
Opera Krakowska – teatr operowy w Krakowie, działający jako instytucja od 1954 roku.
Miejscem prezentacji spektakli był Teatr im. Juliusza Słowackiego, natomiast repertuar operetkowy grano w sali Domu Żołnierza przy ul. Lubicz. W latach 2004–2008 powstał nowy gmach Opery przy ul. Lubicz 48, którego uroczyste otwarcie nastąpiło 13 grudnia 2008 roku. W 2014 operę odwiedziło ok. 90 tys. osób.

## Historia
Związki Krakowa z operą sięgają roku 1628, kiedy to jedna z podwawelskich drukarni wydała pierwsze libretto operowe w języku polskim. Było to tłumaczenie tekstu Ferdynanda Saracinelliego Wybawienie Ruggiera z wyspy Alcyny, które trzy lata wcześniej opatrzyła muzyką Francesca Caccini. Dokumenty wskazują, że widowiska operowe prezentowane były w Krakowie w pałacu biskupa Kajetana Sołtyka i na dworze księcia Teodora Lubomirskiego. Pierwszy publiczny spektakl operowy Zemiry i Azora Ernesta Grétry’ego odbył się w marcu 1782 roku.
W 1893 roku wybudowano Teatr Miejski im. Juliusza Słowackiego, który pierwotnie miał służyć wszelkim gatunkom scenicznym, ale ze względów oszczędnościowych miasto, które było właścicielem budynku, wolało w nim widzieć dramat niż operę. Mimo to, spektakle operowe odbywały się na scenie miejskiego teatru (dzięki przyjazdom do Krakowa zespołu Opery Lwowskiej, które miały miejsce regularnie w latach 1872-1918), choć rzadziej niż spektakle dramatyczne.
W roku 1914 z inicjatywy Bolesława Wallek-Walewskiego powstało Krakowskie Towarzystwo Operowe. W latach 1915–1921wystawiało ono opery i operetki w gmachu Teatru im. Juliusza Słowackiego, zaś 1 września 1921 otrzymało od miasta budynek dawnej ujeżdżalni koni przy ul. Rajskiej 12 (gdzie mieści się Małopolski Ogród Sztuki). Pierwszym dyrektorem opery krakowskiej przy ul. Rajskiej był Bolesław Wallek-Walewski. 3 grudnia 1923 KTO zostało zmuszone (z powodów finansowych) zamknąć operę. W latach 1924–1930 występowały w Krakowie gościnnie jedynie opery z innych miast (Opera Lwowska, Opera Warszawska, zespół operowy Teatru Miejskiego w Katowicach, Warszawski Teatr Niewiarowskiej, warszawska Operetka „Nowości”). Działalność Krakowskiego Towarzystwa Operowego trwała od 1915 do r. 1938 z przerwą w latach 1924–1930.  Od roku 1931 (do 1939) wznowiono działalność krakowskiego zespołu operowego, wystawiając opery znów w gmachu Teatru im. Juliusza Słowackiego.
Tydzień po zakończeniu działań wojennych na tym terenie, władze miasta wznowiły działalność Teatru im. J. Słowackiego jako teatru dramatu i opery. 25 stycznia 1945 inaugurowano ją Hrabiną Stanisława Moniuszki. Powstały też inne operowe i operetkowe inicjatywy. Nie utrzymały się jednak dłużej z powodów finansowych. W 1946 roku zespół operowy (bez stałej siedziby) zorganizował Walerian Bierdiajew. Występował on dwa razy w tygodniu na scenie Teatru im. Słowackiego dając w ciągu dwóch lat swej działalności dziesięć premier. Względy finansowe zadecydowały jednak o rozwiązaniu tego zespołu.
W 1954 roku powstało Towarzystwo Przyjaciół Opery, które zorganizowało nowy zespół operowy na bazie muzyków krakowskiej Filharmonii i absolwentów Wydziału Wokalnego Państwowej Wyższej Szkoły Muzycznej w Krakowie. Pierwszy spektakl nowej Opery, Rigoletto Giuseppe Verdiego, odbył się 13 października 1954 roku. W tym samym czasie zawiązało się Towarzystwo Przyjaciół Teatru Muzycznego, które z muzyków istniejącego w Krakowie zespołu Orkiestry i Chóru Polskiego Radia stworzyło Operetkę. Pierwszy spektakl, Hrabina Marica Imre Kálmána, odbył się 19 grudnia 1954 roku. Obie instytucje wykorzystywały początkowo salę Domu Żołnierza przy ulicy Lubicz 48. Po kilku miesiącach Opera przeniosła się do Teatru im. Słowackiego występując tam dwa razy w tygodniu, Operetka pozostała w byłym Domu Żołnierza. W 1958 roku oba Towarzystwa zostały rozwiązane, a zespoły połączono. Przeszły one pod zarząd miejski jako: „Miejski Teatr Muzyczny – Opera i Operetka” (występując we wspomnianym budynku operetki krakowskiej przy ulicy Lubicz). W 1975 roku nazwę zmieniono na „Krakowski Teatr Muzyczny”, a w roku 1981 na  „Opera i Operetka w Krakowie”.
Od 2002 roku istnieje jako „Opera Krakowska”.
Od 1983 roku Opera Krakowska wystawiała spektakle operowe, operetkowe i baletowe m.in. w: Belgii, Francji, Holandii, Niemiec, Szwajcarii i Włoszech.

## Budynek Opery Krakowskiej
W maju 2002 roku rozpisano konkurs architektoniczny, w którym pierwszą nagrodę otrzymał projekt krakowskiego architekta Romualda Loeglera przy współpracy z Piotrem Urbanowiczem i architektem Grzegorzem Dreslerem. Prace budowlane zrealizowano w latach 2004–2008, a wykonywała je firma Hochtief. Siedziba Opery Krakowskiej przy ul. Lubicz 48 to teatr z widownią na 764 miejsc i sceną o powierzchni 443 m², ze sceną kameralną na 180 osób, dużym zapleczem scenicznym, salami prób i zapleczem technicznym. Zabytkowy budynek z półokrągłym dachem, służący na początku XX wieku jako ujeżdżalnia koni, został wpisany we współczesną bryłę teatru. W tej zaadaptowanej części znajduje się główne wejście do Opery i hol kasowy, szatnie, na piętrze natomiast sala wystaw i odczytów, pełniąca również funkcję foyer oraz restauracja z tarasem. Wnętrze budynku utrzymane jest w szaro bordowej kolorystyce.
Scena Opery pozwala na realizację dynamicznych inscenizacji, oferując powierzchnię 443 m² i wyposażenie techniczne: 18 zapadni (w tym 2 zapadnie fosy orkiestrowej, co pozwala na dodatkowe manewry przestrzenią), 30 sztankietów, 7 wózków, urządzenia wyciągowe do transportu dekoracji, 30 wyciągów linowych, 2 wyciągi kurtynowe; scenę obrotową i aparaturę do projekcji wideo. Wizualną stronę spektaklu wzbogaca światło kierowane z 4 mostów oświetleniowych i ruchomych wież.

### Kontrowersje
W 2006 roku CBA zatrzymała byłego dyrektora opery Piotra Rozkruta oraz dyrektora działu inwestycji Rafała S. w związku z zarzutami korupcji w przetargu na wyposażenie nowego gmachu.
Koszty budowy w 2004 roku wyceniano na 20-30 mln złotych, po przetargu okazało się, że koszt samego budynku wyniesie 50 mln zł, zaś oddzielne finansowanie będzie potrzebne na wyposażenie budynku. W 2009 roku koszty budowy przekroczyły 100 mln złotych.
Nowy gmach został zwycięzcą plebiscytu Archi-Szopa 2009 dla najgorszego nowego obiektu architektonicznego Krakowa.
W 2009 roku okazało się, że dla rozpoczęcia eksploatacji konieczna jest nowa instalacja systemu oddymiania. Około 1,6 mln złotych pochłonęła instalacja dodatkowego systemu oddymiającego w związku z zakwestionowaniem przez straż pożarną działającego tam systemu przeciwpożarowego. Konieczne było dobudowanie kolejnych dwóch wyjść. Przebudowy wymagały także bufet, garderoby oraz nie spełniające wymagań akustycznych sale prób.